# Mansour Barzegar
Mansour Barzegar (in persiano منصور برزگر‎; Teheran, 28 febbraio 1947) è un ex lottatore iraniano, specializzato nella lotta libera.

## Palmarès

### Olimpiadi
- 1 medaglia:
  - 1 argento (Montréal 1976 nei 74 kg)

### Mondiali
- 3 medaglie:
  - 1 oro (Teheran 1973 nei 74 kg)
  - 2 argenti (Minsk 1975 nei 74 kg; Losanna 1977 nei 74 kg)

### Giochi asiatici
- 1 medaglia:
  - 1 oro (Teheran 1974 nei 74 kg)